# Тимоніно (Архангельська область)
Тимоніно (рос. Тимонино) — селище в Вельському районі Архангельської області Російської Федерації.
Населення становить 117 осіб. Входить до складу муніципального утворення Липовське муніципальне утворення.

## Історія
Від 1937 року належить до Архангельської області.
Від 2004 року належить до муніципального утворення Липовське муніципальне утворення.

## Населення
| 2002 | 2010 | 2012 | 2014 |
| ---- | ---- | ---- | ---- |
| 159  | ↘131 | ↘129 | ↘117 |